# Euxoa triaena
Euxoa triaena är en fjärilsart som beskrevs av Igor Kozhanchikov 1929. Euxoa triaena ingår i släktet Euxoa och familjen nattflyn. Inga underarter finns listade i Catalogue of Life.